# Storie per cani sciolti
Storie per cani sciolti è il secondo album in studio del cantante italiano Massimiliano Pani, pubblicato nel 1993 dalla PDU.

## Descrizione
Il Medley che chiude il disco comprende alcune canzoni che Pani ha scritto in passato per sua madre Mina - Rose su rose, Cosa manca, Via di qua, Sensazioni, Proprio come sei, Serpenti - e due brani tratti dal precedente album di Pani, L'occasione, Robinson e Come stai.
Anche da questo album Mina ha ripreso alcune canzoni inserendole negli album Canarino mannaro (Fosse vero) e Pappa di latte (Valentina senza di te, riadattata e rititolata Se finisse tutto così).

## Tracce
1. Valentina senza di te – 4:35 (testo: Maurizio Morante, Massimiliano Pani – musica: Massimiliano Pani)
2. Mi dirai – 4:13 (testo: Alberto De Martini – musica: Massimiliano Pani)
3. Come se – 5:37 (testo: Alberto De Martini – musica: Massimiliano Pani)
4. Canzone in cui lui non vuole accettare il fatto benché lei abbia già la valigia in mano – 3:32 (testo: Alberto De Martini – musica: Massimiliano Pani)
5. Gli occhi della mente – 5:22 (testo: Samuele Cerri – musica: Massimiliano Pani)
6. Anna che va via – 4:28 (testo: Giorgio Calabrese – musica: Massimiliano Pani)
7. Svariate crudeltà – 4:27 (testo: Alberto De Martini – musica: Massimiliano Pani)
8. Joropo – 2:50 (musica: "Angel" Pato Garcia, Massimiliano Pani)
9. Fosse vero – 4:24 (testo: Alberto De Martini – musica: Massimiliano Pani)
10. Rose su rose / Cosa manca / Via di qua / Sensazioni / Proprio come sei / Robinson / Come stai – 9:47